# Zoumana Camara
Zoumana Camara (Colombes, Francia, 3 de abril de 1979) es un exfutbolista y entrenador francés de ascendencia maliense que jugaba como defensa. Actualmente dirige al Montpellier H. S. C. de la Ligue 1.

## Trayectoria

### Como jugador
Camara nació en Colombes, Altos del Sena, de padres malienses. Debutó como profesional con tan solo 17 años, jugando dos temporadas en la Ligue 2 con el A. S. Saint-Étienne. En el verano de 1998, fue fichado por el Inter de Milán, pero solo disputó dos partidos de la Copa Italia con los nerazzurri, siendo cedido dos veces durante sus dos años: tras cinco meses en el Empoli (que sufrió el descenso de la Serie A), regresó a su país una temporada con el S. C. Bastia, contribuyendo al décimo puesto de los corsos en la Ligue 1.
Tras una temporada y media en el Olympique de Marsella, fichó por el RC Lens en 2002. No obstante, pasó la temporada 2003-04 cedido en el club inglés Leeds United, marcando en la victoria por 3-2 a domicilio contra el Middlesbrough el 30 de agosto de 2003, pero finalmente descendió de la Premier League. Dos meses antes de dejar el club blanco, criticó duramente a la entidad, afirmando que no habría aceptado la oferta del club de haber sabido de su difícil situación financiera.
Camara regresó al A. S. Saint-Étienne en la pretemporada de 2004, perdiéndose solo seis partidos con Les Verts en tres campañas en la máxima categoría. En 2007, firmó un contrato de cuatro años con el París Saint-Germain, siendo titular indiscutido en sus tres primeras temporadas. En junio de 2015, después de haber contribuido con diez apariciones a la conquista de cuatro títulos, anotando en el empate 1-1 de liga ante el Stade Rennes, se retiró del fútbol profesional.

### Selección nacional
Camara disputó su único encuentro con la selección de Francia el 1 de junio de 2001 durante la Copa FIFA Confederaciones, siendo titular en la derrota por 1-0 ante Australia por la fase de grupos.

### Como entrenador
Tras retirarse como futbolista, Camara trabajó en el París Saint-Germain como asistente técnico y ocupó este puesto con Laurent Blanc, Unai Emery y Thomas Tuchel sucesivamente, pero abandonó su cargo con la llegada de Mauricio Pochettino en enero de 2021. Posteriormente, se convirtió en coordinador deportivo de la cantera del club y, en julio de 2021, fue confirmado como entrenador del equipo sub-19. En junio de 2024, anunció su salida del club parisino.
El 8 de abril de 2025, fue anunciado como entrenador del Montpellier H. S. C. con la misión de salvar al club del descenso a la Ligue 2. Sin embargo, el equipo descendería cuatro jornadas antes de la finalización de la liga después de caer ante el Olympique de Marsella por 5-1.

## Clubes

### Como jugador
| Club                  | País       | Año       |
| --------------------- | ---------- | --------- |
| A. S. Saint-Étienne   | Francia    | 1996-1998 |
| Inter de Milán        | Italia     | 1998-2000 |
| Empoli (cedido)       | Italia     | 1999      |
| S. C. Bastia (cedido) | Francia    | 1999-2000 |
| Olympique de Marsella | Francia    | 2000-2001 |
| RC Lens               | Francia    | 2002-2004 |
| Leeds United (cedido) | Inglaterra | 2003-2004 |
| A. S. Saint-Étienne   | Francia    | 2004-2007 |
| Paris Saint-Germain   | Francia    | 2007-2015 |

### Como entrenador
| Club                 | País    | Año           |
| -------------------- | ------- | ------------- |
| Montpellier H. S. C. | Francia | 2025-presente |

## Palmarés

### Como jugador

#### Campeonatos nacionales
| Título                     | Club                | País    | Año     |
| -------------------------- | ------------------- | ------- | ------- |
| Ligue 1                    | París Saint-Germain | Francia | 2012-13 |
| Ligue 1                    | París Saint-Germain | Francia | 2013-14 |
| Ligue 1                    | París Saint-Germain | Francia | 2014-15 |
| Copa de Francia            | París Saint-Germain | Francia | 2009-10 |
| Copa de Francia            | París Saint-Germain | Francia | 2014-15 |
| Copa de la Liga de Francia | París Saint-Germain | Francia | 2007-08 |
| Copa de la Liga de Francia | París Saint-Germain | Francia | 2013-14 |
| Copa de la Liga de Francia | París Saint-Germain | Francia | 2014-15 |
| Supercopa de Francia       | París Saint-Germain | Francia | 2012    |
| Supercopa de Francia       | París Saint-Germain | Francia | 2013    |
| Supercopa de Francia       | París Saint-Germain | Francia | 2014    |

#### Campeonatos internacionales
| Título                    | Club/Selección       | País                | Año  |
| ------------------------- | -------------------- | ------------------- | ---- |
| Copa FIFA Confederaciones | Selección de Francia | Corea del Sur Japón | 2001 |